# Джонс, Лизель
Лизе́ль Мари́ Джонс OAM (англ. Leisel Marie Jones; род. 30 августа 1985, Кэтрин) — австралийская пловчиха, трёхкратная чемпионка Олимпийских игр, многократная чемпионка мира, игр Содружества и Австралии, рекордсменка мира.

## Спортивная биография
Заниматься плаванием Джонс начала ещё в раннем детстве. В секцию плавания её привела мама. Очень быстро Лизель стала показывать высокие результаты. Уже в 14 лет Джонс стала выступать за основную сборную Австралии на международных соревнованиях. В 2000 году Лизель удачно выступила на чемпионате Австралии по плаванию и сумела отобраться на стартующие в сентябре в Сиднее Олимпийские игры.

### Летние Олимпийские игры 2000
Олимпийские игры в Сиднее сложились для 15-летней дебютантки очень удачно. На индивидуальных дистанциях Джонс отобралась на игры только в 100-метровке брассом. В предварительном раунде Лизель показала результат 1:07,92 с. и с третьим временем вышла в следующий раунд. Во втором раунде Джонс показала результат, чуть слабее, заняв четвёртое место по итогам двух полуфиналов. В финале Джонс сумела показать высокий результат 1:07,49, что позволило ей приплыть к финишу второй и стать обладательницей первой своей олимпийской награды.
Спустя 5 дней Джонс приняла участие в финале эстафеты 4×100 метров комплексным плаванием. В отборочном раунде тренеры сборной решили не выпускать молодую спортсменку, чтобы она могла поберечь силы для финала. Вместо Джонс на отборочный раунд была заялена Тарни Уайт. В финальном заплыве Джонс плыла на втором этапе и показала третий результат среди всех финалисток. По итогам всех этапов сборная Австралии заняла второе место, а Лизель Джонс стала обладательницей своей второй олимпийской награды.
В 2001 году на чемпионате мира в японской Фукуоке Джонс стала обладательницей своей первой золотой медали на первенствах мира. На высшую ступень пьедестала почёта она поднялась вместе со сборной Австралии, победителями комбинированной эстафеты 4x100 метров.

### Летние Олимпийские игры 2004
На Олимпийских играх 2004 года Джонс выступила на трёх дистанциях. 15 августа в полуфинале 100-метровки брассом Лизель установила новый олимпийский рекорд 1:06,78 с. На следующий день в финале соревнований Джонс была главной претенденткой на победу, но не смогла показать хороший результат и стала только третьей, уступив китаянке Ло Сюэцзюань и ещё одной австралийке Брук Хансон.
Спустя три дня состоялся финал на дистанции 200 метров брассом. Лизель Джонс лидировала на протяжении 3/4 дистанции, но финишным рывком её сумела обойти мировая рекордсменка Аманда Бирд. Для австралийской спортсменки эта медаль стала уже третьей серебряной олимпийской наградой.
20 августа прошли предварительные заплывы в комбинированной эстафете 4×100 метров. Лизель Джонс не принимала участие в них, а её место заняла Брук Хансон. В финале Джонс вновь плыла на втором этапе и показала второй результат, уступив 0,18 с. Аманде Бирд, но это не помешало сборной Австралии стать олимпийскими чемпионами, установив при этом мировой рекорд. Джонс впервые стала обладательницей высшей награды Олимпийских игр.
На чемпионате мира 2005 года австралийская спортсменка стала обладательницей своей первой индивидуальной золотой медали. Джонс стала первой на дистанции 200 метров брассом.
Чемпионат мира 2007 года стали самыми успешными в карьере молодой Джонс. Она стала трёхкратной чемпионкой мира, а также завоевала серебряную медаль на 50-метровке брассом.

### Летние Олимпийские игры 2008
Летние Олимпийские игры 2008 года ознаменовались противоборством Лизель Джонс с молодой американской пловчихой Ребеккой Сони.
В финальном заплыве на 100 метров брассом Джонс установила олимпийский рекорд, показав результат 1:05,17 c. и завоевала свою вторую золотую медаль. Сони пришла второй, уступив австралийке 1,5 секунды.
На 200-метровке брассом после первых 100 метров финального заплыва Джонс на пару сотых опережала Ребекку Сони. Но на второй половине дистанции американка взвинтила темп и на финише её преимущество над Джонс составило почти две секунды.
В финале комплексной эстафете 4x100 метров основная борьба развернулась между командами Австралии и США. После первого этапа американки вышли вперёд, опережая австралиек на 0,4 с. На втором этапе эстафеты Джонс опередила Сони на 1,37 с. и вывела Австралию на первое место. Несмотря на то, что оставшиеся два этапа американские пловчихи проплыли быстрее всех, задел созданный Джонс позволил сборной Австралии стать олимпийскими чемпионками, установив при этом мировой рекорд. Джонс стала обладательницей своей третьей золотой олимпийской медали, а также показала великолепный результат. Джонс 8 раз принимала участие в финалах на трёх олимпийских играх и в каждом финале неизменно становилась олимпийским призёром. Джонс, вместе ещё с несколькими спортсменками, занимает шестое место по количеству медалей, завоёванных в соревнованиях по плаванию на Олимпийских играх.

### Летние Олимпийские игры 2012
После окончания Олимпийских игр в Пекине Джонс приняла решение на время отказаться от участия в крупных международных стартах, принимая участие лишь в небольших коммерческих турнирах. В марте 2010 года австралийская спортсменка объявила о возобновлении участия в крупнейших турнирах и о желании выступить на Олимпийских играх в Лондоне. В 2011 году Джонс приняла участие в чемпионате мира в Шанхае. Австралийка ещё далека от своих лучших результатов, тем не менее ей удалось занять второе место на дистанции 100 метров брассом, уступив только Ребекке Сони, а также завоевать бронзовую медаль в комбинированной эстафете 4x100 метров.

### Завершение карьеры
16 ноября 2012 года стало известно о решении Джонс завершить карьеру в возрасте 27 лет.

## Интересные факты
- В 2010 году компания Procter & Gamble объявила о создании сериала «Raising an Olympian» («Вырастить олимпийца — свидетельства мам»). В одной из серий будет описан путь становления Лизель Джонс глазами её мамы Розмари Джонс[6].
- Активно поддерживает работу австралийского отделения ВОЗЖ.
- Приняла участие в съемках одной из серии второго сезона «Top Gear: Австралийская версия».
- Любимым занятием является фотография.

## Награды
- Пловчиха года в мире — 2005, 2006